# Horisme wittei
Horisme wittei là một loài bướm đêm trong họ Geometridae.